# 세계 유대인 회의
세계 유대인 회의(영어: World Jewish Congress, WJC)는 1936년 8월 스위스 제네바에서 설립된 공동 사회이자 조직이다. 세계 유대인 회의의 주요 목적은 "유대인들의 외교적 무장" 역할을 하는 것이라고 그 사명 선언문에 따르면, 세계 유대인 회의의 주요 목적은 "유대인들의 외교적 무장"이다. WJC의 회원 자격은 모든 대표적인 유대인 집단이나 공동체에 열려 있으며, 공동체 주최국의 사회적, 정치적, 경제적 이념에 관계없이 개방되어 있다. 세계 유대인 회의 본부는 미국 뉴욕에 있으며, 벨기에 브뤼셀, 프랑스 파리, 러시아 모스크바, 아르헨티나 부에노스아이레스, 스위스 제네바에 국제 사무소를 두고 있다. WJC는 유엔 경제 사회 이사회와 특별 협의 지위를 가지고 있다.

## 역사
세계 유대인 회의는 1936년 8월 스위스 제네바에서 나치즘의 부상과 유럽의 반유대주의 물결에 대응하여 설립되었다. 창립 이래로, 그것은 전 세계에 사무실을 가진 영구적인 단체였다. 이 조직의 주요 목표는 "나치의 공격에 맞서 유대인과 민주 세력을 동원하여" "모든 곳에서 평등한 정치적, 경제적 권리, 특히 중부와 동유럽의 유대인 소수민족을 위해 싸우는 것"이었다, "팔레스타인 유대인 국가 집"의 설립을 지지하고 "민주적으로 조직되고 공동 관심사에 대해 행동할 수 있는 유대인 민족의 통합 개념에 기초한 세계적인 유대인 대표 기구"를 설립하는 것을 지지한다.